# Мийка високого тиску

Мийка високого тиску може використовуватись для видалення старої фарби

Мийка високого тиску (англ. pressure washer) — це пристрій, який дозволяє із застосуванням розпиленої під високим тиском води видаляти бруд, пил, фарбу та цвіль з поверхонь та предметів, таких як будівлі, транспортні засоби, бетонні поверхні, тощо.
Насос високого тиску приводиться до руху електродвигуном або двигуном внутрішнього згоряння та подає до розпилюючих форсунок воду під тиском 50-20000 атм. Побутові мийки працюють із тиском близько 200 атм (3200psi).

## Форсунки
Насадки із форсунками високого тиску формують напрямок та швидкість руху води. Насадки різної конструкції дозволяють користувачам досягти більшої відстані та тиску або широкого куту розпилення та меншого тиску на поверхні, що очищується. Зазвичай форсунки мають кольорове кодування для зручності ідентифікації. Так чорні насадки відповідають широкому куту розпилення (65°), а червоні насадки — найменшому (0°). Використання форсунок 0° вимагає обережності, оскільки вода під високим тиском може спричинити травмування оператора та пошкодження поверхонь.